# Бродрик, Алан, 1-й виконт Мидлтон
Алан Бродрик, 1-й виконт Мидлтон (англ. Alan Brodrick, 1st Viscount Midleton; ок. 1656 — 29 августа 1728) — ведущий ирландский юрист и политик, спикер Ирландской палаты общин и лорд-канцлер Ирландии.

## Происхождение и образование
Второй сын Бродрик был вторым сыном сэра Сент-Джона Бродрика (1627—1711/1712) и его жены Элис Клейтон (? — 1696), дочери Лоренса Клейтона, и сестры полковника Рэндалла Клейтона. Отец Бродрика получил большие земельные гранты во время Протектората.
Он получил образование в колледже Магдалины и Миддл-Темпле, а в 1678 году был призван в английскую коллегию адвокатов. Бродрик и его родственники бежали из Ирландии во время Славной революции. Они были лишены прав при правлении короля Якова II в Ирландии.

## Карьера
В 1690 году Алан Бродрик вернулся в Дублин и получил юридическую должность третьего сержанта. Он также стал регистратором Корка. Он был уволен с должности сержанта в 1692 году на том основании, что для него не было работы. Бродрик, хотя и горько жаловался на свое увольнение, в частном порядке признал, что его должность была излишней.
Будучи видным сторонником вигов в результате Славной революции, он не всегда соглашался с политикой правительства в Ирландии, которую он считал слишком снисходительной к якобитам. Увольнение первого сержанта Джона Осборна одновременно с Бродриком было вызвано его еще более сильным противодействием политике правительства. Несмотря на это, Бродрик часто занимал ирландские правительственные должности и стремился управлять ирландским парламентом. Он представлял город Корк в Палате общин Ирландии с 1692 по 1710 год. Он был ярым противником политики правительства, пока новый лорд-заместитель вигов Ирландии, лорд Капель, не решил назначить его генеральным солиситором Ирландии в 1695 году. Он продвигал уголовные законы против католиков, одновременно поддерживая большие полномочия ирландского парламента.
Алан Бродрик был дважды спикером Ирландской палаты общин с 21 сентября 1703 по 19 мая 1710 года и с 25 ноября 1713 по 1 августа 1714 года. В 1704 году он лишился должности генерального солиситора, в 1707—1709 годах он занимал посты генерального прокурора (аттоорнея) Ирландии, главного судья Ирландии в 1710—1711 годах и лорда-канцлера Ирландии в 1714—1725 годах.
В 1713 году он купил значительное поместье в Пепер-Хароу в Суррее у Филиппа Фроуда.
13 апреля 1715 года Алан Бродрик получил титул 1-го барона Бродрика из Мидлтона в графстве Корк (Пэрство Ирландии). Он освободил свое место в ирландской палате общин и продолжил работу в Ирландской палате лордов в качестве пэра. Он был повышен до титула 1-го виконта Мидлтона из Мидлтона в графстве Корк 15 августа 1717 года.
Виконт Мидлтон враждовал со своим преемником на посту спикера Уильямом Коннолли, поскольку они были соперниками за ведущую фигуру в ирландской политике. Чтобы укрепить свое положение, он решил войти в британскую Палату общин. Он был избран в качестве члена парламента от Мидхерста благодаря покровительству Чарльза Сеймура, 6-го герцога Сомерсета, на дополнительных выборах 27 февраля 1717 года. Он поддерживал Чарльза Спенсера, 3-го графа Сандерленда, пока они не поссорились в 1719 году из-за законопроекта о пэрстве, который Сандерленд продвигал, но против которого выступал Мидлтон, и его игнорировали до смерти Сандерленда в 1722 году. Он был избран от Мидхерста на парламентских выборах 1722 года, стал ведущим сторонником министров в Палате общин и был приглашен на частные обеды с сэром Робертом Уолполом.
В 1723 году он вернулся в Ирландию, где оказался вовлечён в длительную тяжбу из-за патента на производство медных монет на сумму 108 000 фунтов стерлингов для Ирландии, которые были проданы герцогиней Кендал, главной королевской любовницей короля Георга I, Уильяму Вуду, производителю из Вулверхэмптона, и против которых выступал Мидлтон. В 1725 году виконт Мидлтон подал в отставку с поста лорда-канцлера и перешёл в оппозицию в ирландском парламенте. Он был снова избран депутатом от Мидхерста на парламентских выборах 1727 года.
Лорд Мидлтон возглавил оппозицию на следующей сессии ирландского парламента, но затем позволил другим взять инициативу на себя. В своих мемуарах он, как известно, выразил огромное чувство разочарования из-за поражения от другого своего давнего соперника, Адама Монтгомери из Кембриджа.
Алан Мидлтон скончался 29 августа 1728 года.

## Семья
Лорд Мидлтон был женат трижды. Его первой женой была Кэтрин Барри, дочь Редмонда Барри из графства Корк и Мэри Бойл. У них был сын:
- Достопочтенный Сент-Джон Бродик (1685 — 21 февраля 1728), который умер раньше него. Был женат на Энн Хилл, от брака с которой у него было пятеро дочерей.

16 октября 1693 года его второй женой была Люси Кортхорп (? — 27 июня 1703), дочь сэра Питера Кортхорпа из Литл-Айленда, графство Корк, и его второй жены Элизабет Гиффард, дочь сэра Джона Гиффарда из Каслджордана. Дети от второго брака:
- Достопочтенная Элис Бродрик (31 мая 1697—1780), в 1736 году она замуж за преподобного Джона Каслмана.
- Кортхорп Бродрик (25 марта 1700 — декабрь 1700)
- Алан Бродрик, 2-й виконт Мидлтон (31 января 1701/1702 — 8 июня 1747).

1 декабря 1716 года он женился в третий раз на Энн Хилл (? — 5 января 1747), дочери сэра Джона Тревора, мастера свитков, и Джейн Мостин, вдовы Майкла Хилла, но не имел других детей.